# Innuendo (piosenka)

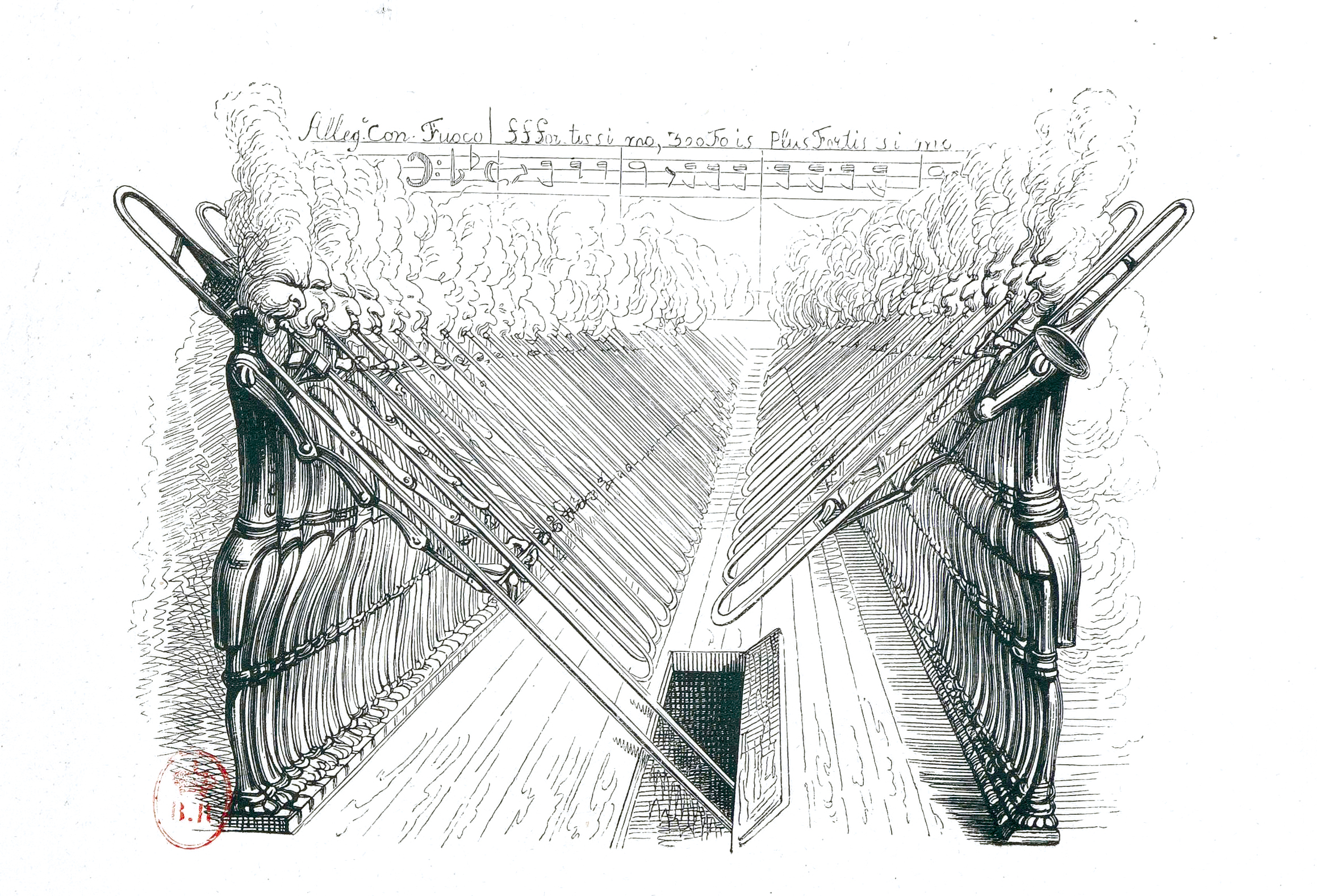
Ilustracja Grandville’a wykorzystana na okładce singla.

Innuendo – piosenka brytyjskiego zespołu Queen wydana na singlu w 1991 roku, który promował album Innuendo (1991). Autorstwo utworu przypisano wszystkim członkom grupy, ale głównymi jego twórcami byli Freddie Mercury (muzyka) i Roger Taylor (słowa).
Charakterystycznym momentem w środkowej części utworu jest solo zagrane na gitarze klasycznej przez Steve’a Howe’a, gitarzystę zespołu Yes. W 1992 roku na koncercie The Freddie Mercury Tribute Concert piosenka została zaśpiewana przez Roberta Planta. Brian May o utworze „Innuendo”: „To będzie pierwszy singiel [z nowego albumu]. Jest to trochę ryzykowne, może się udać albo nie”.
Na portalu Rate Your Music określono go jako reprezentującego m.in. gatunki hard rock, rock progresywny, flamenco i heavy metal. 

## Teledysk
W wyróżnionym wieloma nagrodami animowanym wideoklipie członkowie zespołu zostali przedstawieni w czterech stylach (Deacon – Pablo Picasso, Taylor – Jackson Pollock, May – styl wiktoriański, Mercury – Leonardo da Vinci). W teledysku ukazano sekwencje z okresu II wojny światowej, mimo że pierwotnie miały to być fragmenty pochodzące z wojny w Zatoce Perskiej.
Materiały wykorzystane do zmontowania całości pochodzą głównie z wcześniejszych teledysków: „Breakthru”, „The Miracle”, „Scandal”, „I Want It All”, „The Invisible Man”, a także z koncertów.
W wideoklipie ukazane zostało centrum Warszawy (1:22). Ujęcie kręcono z Placu Defilad, na którym przedstawiono przelot śmigłowców nad skrzyżowaniem ulic Świętokrzyskiej i Marszałkowskiej podczas defilady wojskowej z 1966 roku (w tle widać reklamę PZU).

## Listy przebojów
| Kraj   | Lista                          | Pozycja | Źr.    |
| ------ | ------------------------------ | ------- | ------ |
| AU     | Top 50 Singles                 | 28      | [ 6 ]  |
| AT     | Ö3 Austria Top 40              | 12      | [ 7 ]  |
| BE-VLG | Ultratop 50 Singles (Flandria) | 8       | [ 8 ]  |
| EU     | European Hot 100               | 3       | [ 9 ]  |
| FI     | Suomen virallinen lista        | 3       | [ 10 ] |
| NL     | Single Top 100                 | 4       | [ 11 ] |
| ES     | Top 100 Canciones              | 6       | [ 12 ] |
| IE     | Top 100 Singles                | 4       | [ 13 ] |
| DE     | Single Top 100                 | 5       | [ 14 ] |
| NZ     | Top 40 Singles                 | 10      | [ 15 ] |
| PT     | Top 100 Singles                | 1       | [ 16 ] |
| CH     | Singles Top 100                | 3       | [ 17 ] |
| IT     | Top Single                     | 3       | [ 10 ] |
| GB     | UK Singles Chart               | 1       | [ 18 ] |
| US     | Mainstream Rock Songs          | 17      | [ 19 ] |